# لنارت یوهانسون
نیلز لنارت یوهانسون (سوئدی: Nils Lennart Johansson؛ زادهٔ ۵ نوامبر ۱۹۲۹ – درگذشته ۴ ژوئن ۲۰۱۹) یک مقام ورزشی سوئدی بود که به عنوان پنجمین و تا به امروز طولانی‌ترین رئیس یوفا، اتحادیهٔ فوتبال اروپا خدمت کرد. او از زمان انتخابش در همایش یوفا در سال ۱۹۹۰ تا سال ۲۰۰۷ در این سمت بود. در ژوئن ۱۹۹۸، او در انتخابات ریاست فیفا با سپ بلاتر رقابت کرد و با ۱۱۱ در برابر ۸۰ رای شکست خورد.
وی همچنین برندهٔ جوایزی همچون نشان دوستی شده‌است.